# Rodney Strasser
Rodney Strasser (n. 30 martie 1990, Freetown, Sierra Leone) este un fotbalist aflat sub contract cu AC Milan.